# Arbatskaïa (métro de Moscou, ligne Filiovskaïa)
Pour les articles homonymes, voir Arbatskaïa.
Arbatskaïa (en russe : Арба́тская et en anglais : Arbatskaya) est une station de la ligne Filiovskaïa (ligne 4 bleu clair) du métro de Moscou. Elle est située sur le territoire de l'arrondissement Arbat dans le district administratif central de Moscou.

## Situation sur le réseau
Établie en souterrain à 8 mètres sous le niveau du sol, la station Arbatskaïa est située au point 7+55 de la ligne Filiovskaïa (ligne 4 bleu clair), entre les stations Smolenskaïa (en direction de Mejdounarodnaïa ou de Kountsevskaïa), et Aleksandrovski sad (en direction de Aleksandrovski sad).

## Histoire
La station Arbatskaïa est mise en service le 15 mai 1935, lors de l'ouverture à l'exploitation de la première ligne.

### Accès et accueil

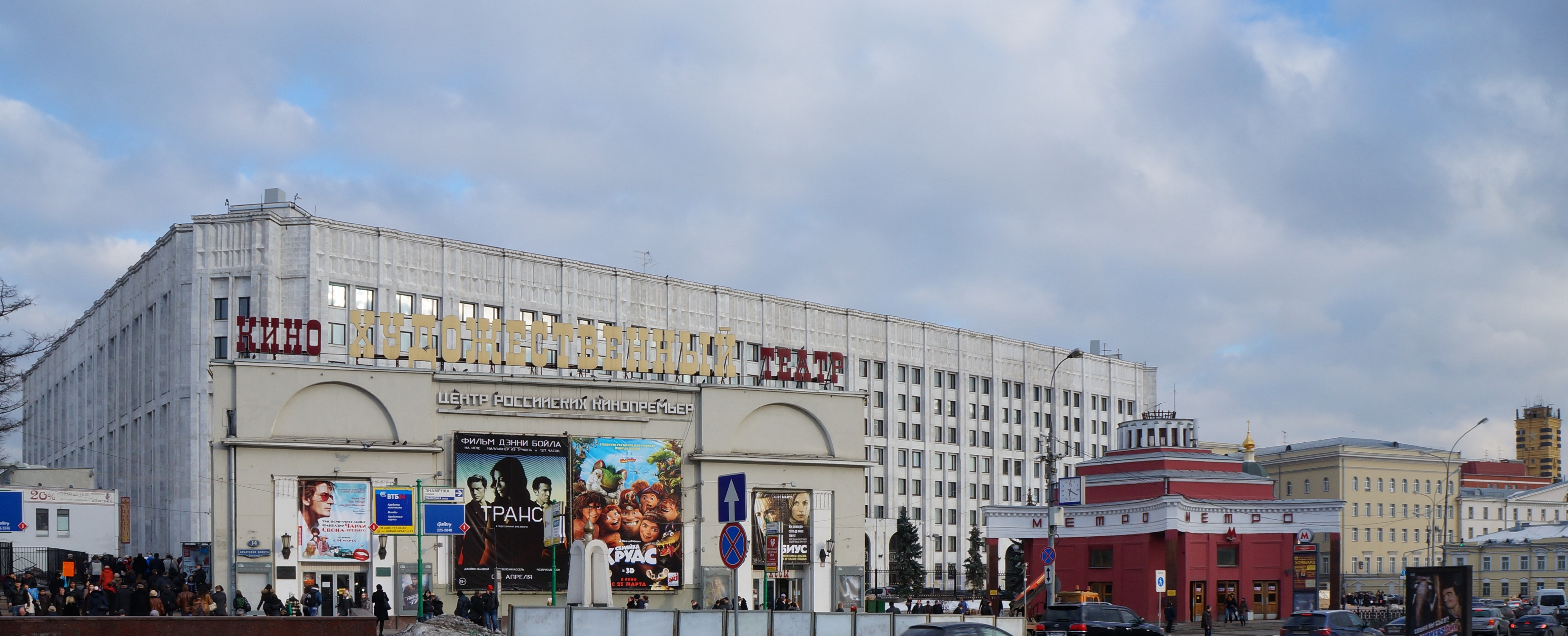
Vestibule de la station Arbatskaya (Filyovskaya Line)